# Campionato europeo femminile under 22 di pallavolo
Il campionato europeo femminile under 22 di pallavolo è una competizione pallavolistica, organizzata dalla CEV, per squadre nazionali europee, riservata a giocatrici con un'età inferiore ai 22 anni.
Nel 2022 la competizione è stata riservata a giocatrici con un'età inferiore di 21 anni.

## Edizioni
| Edizione                                                           | Edizione      | Podio    | Podio   | Podio   |
| Anno                                                               | Organizzatore | Campione | Seconda | Terza   |
| ------------------------------------------------------------------ | ------------- | -------- | ------- | ------- |
| Nel 2022 la competizione è stata riservata alle nazionali under 21 |               |          |         |         |
| 2022 Dettagli                                                      | Italia        | Italia   | Serbia  | Turchia |
| Dal 2024 la competizione è riservata alle nazionali under 22       |               |          |         |         |
| 2024 Dettagli                                                      | Italia        | Italia   | Serbia  | Turchia |

## Medagliere
| Pos. | Squadra | 1º posto | 2º posto | 3º posto | Totale |
| ---- | ------- | -------- | -------- | -------- | ------ |
| 1    | Italia  | 2        | -        | -        | 2      |
| 2    | Serbia  | -        | 2        | -        | 2      |
| 3    | Turchia | -        | -        | 2        | 2      |